# Barbara Göbel
Barbara Göbel (n. 8 aprilie 1943, Jena, Germania Nazistă) este o înotătoare ce a reprezentat Germania, medaliată olimpică. A participat la o ediție a Jocurilor Olimpice (1960) în care a câștigat o medalie de bronz.

## Participări
Lista de mai jos prezintă principalele competiții la care a participat Barbara Göbel de-a lungul carierei.
- swimming at the 1960 Summer Olympics – women's 200 metre breaststroke[*]